# Jimmie Ericsson
Jimmie Ericsson (ur. 22 lutego 1980 w Skellefteå) – szwedzki hokeista, reprezentant Szwecji, olimpijczyk.
Jego ojciec Sven (ur. 1958), bracia Jonathan (ur. 1984) i Jesper (ur. 1989) oraz kuzyn Henrik (ur. 1985) także zostali hokeistami.

## Kariera
- Östergötland (1995-1996)
- Södertälje J18 (1997-1998)
- Södertälje J20 (1998-1999)
- Södertälje SK (1999)
- HC Vita Hästen (1999-2002)
- Skellefteå AIK (2002-2005)
- Leksands IF (2005-2006)
- Skellefteå AIK (2006-2014)
- SKA Sankt Petersburg (2014-2015)
- Skellefteå AIK (2015-2019)

Wychowanek klubu HC Vita Hästen. Od 2002 zawodnik Skellefteå AIK. W 2010 przedłużył kontrakt z klubem o pięć lat. Od maja 2014 zawodnik SKA Sankt Petersburg. Od czerwca 2015 ponownie zawodnik Skellefteå AIK. W styczniu 2020 ogłosił zakończenie kariery zawodniczej z powodu kontuzji pięty i łydki odniesionej w lutym 2019.
Uczestniczył w turniejach mistrzostw świata w 2010, 2011, 2013, 2014, 2015, 2016 oraz zimowych igrzysk olimpijskich 2014.

## Sukcesy
Reprezentacyjne
- Brązowy medal mistrzostw świata: 2010, 2014
- Srebrny medal mistrzostw świata: 2011
- Złoty medal mistrzostw świata: 2013
- Srebrny medal zimowych igrzysk olimpijskich: 2014

Klubowe
- Srebrny medal mistrzostw Szwecji: 2011, 2012, 2015, 2016 ze Skellefteå
- Złoty medal mistrzostw Szwecji: 2013, 2014 z Skellefteå
- Złoty medal mistrzostw Rosji: 2015 ze SKA Sankt Petersburg
- Puchar Gagarina – mistrzostwo KHL: 2015 ze SKA Sankt Petersburg

Indywidualne
- Elitserien 2010/2011:
  - Pierwsze miejsce w klasyfikacji strzelców goli w osłabieniu: 3 gole
- Elitserien (2012/2013):
  - Trofeum Petera Forsberga dla najlepszego napastnika sezonu
  - Guldpucken (Złoty Krążek) - nagroda dla najlepszego zawodnika sezonu[7]
- Svenska hockeyligan (2013/2014):
  - Pierwsze miejsce w klasyfikacji strzelców goli w fazie play-off: 12 goli
- KHL (2014/2015):
  - Nagroda "Sekundy" (dla strzelca najszybszego gola w meczu) - strzelił bramkę w 7. sekundzie meczu